# Dehqan
Il dehqān  o dihqān o duhqān (in persiano دهقان‎), erano gli appartenenti alla classe dei proprietari terrieri durante il periodo sasanide e nel primo periodo islamico. Essi amministravano i lavoratori agricoli e gli abitanti dei villaggi che facevano parte delle loro proprietà, incassandone i proventi non necessari alla buona prosecuzione dell'attività agricola.

## Etimologia
Il significato originale era “pertinente al deh" (lingua persiana antica dahyu), in cui deh indicava al “villaggio” in senso ampio, nel senso anche di “terra”.

## Epoca preislamica
Nell'età preislamica sasanide, i dehqān divennero progressivamente proprietari che potevano lasciare in eredità la loro carica e la loro attività. Una sorta di classe media che gestiva gli affari locali e ai quali i contadini erano obbligati ad ubbidire.
A seguito della repressione dell'insurrezione mazdakita, Cosroe I dette impulso a riforme sociali di cui i principali beneficiari furono i dehqān. Successivamente, durante i regni di Cosroe I e di Kavad I, i dehqān esercitarono una forte influenza sulla struttura portante dell'esercito sasanide e operarono anche come esattori imperiali delle tasse. Nella loro ascesa, essi mantennero saldamente la loro etica, i loro ideali e le norme sociali che furono poi ripristinate nell'età islamica persiana medievale.

## Epoca islamica
Nei primi testi islamici, la funzione di dehqān talvolta si sovrapponeva a quella del Marzpān (“signore delle marche, governatore”). Ancora nell'XI secolo, i dehqān erano coinvolti nell'agricoltura, nella sua gestione e nello sfruttamento dei suoi proventi e delle sue rendite.  Oltre al loro ruolo politico e sociale, i dehqān (che erano anche versati nelle discipline legate alla storia e alla cultura dell'Iran, svolsero un importante ruolo culturale al servizio dei nuovi signori arabi.
Per esempio, il Wālī di Baṣra, secondo una fonte, aveva tre dehqān al suo servizio, che gli narravano della grandezza dell'Impero sasanide abbattuto dagli Arabi musulmani e che gli ripetevano dell'inferiorità del governo arabo. Gli Iraniani non conservarono soltanto gli ideali tipici dei dehqān fin dall'epoca sasanide in pieno periodo arabo-islamico, ma inculcavano tali ideali nelle menti dell'aristocrazia araba al governo, che non era affatto ostile ai matrimoni misti con l'elemento iranico. Nel IX secolo, i Tahiridi, che tracciavano la loro origine a dehqān persiani, avviarono la rinascita della cultura persiana.
Durante l'era selgiuchide, i dehqān ebbero un ruolo importante quando i Turchi si rivolsero alla loro "aristocrazia" per governare il loro impero (la cui capitale era l'iranica Isfahan. L'alleanza stretta tra dehqān e Selgiuchidi tuttavia suscitò il risentimento dell'elemento tribale turcomanno dopo il 1055, quando Tughril Beg s'impadronì della capitale abbaside di Baghdad. A causa dell'attaccamento dei dehqān alla cultura iranica, il termine dehqān era diventato sinonimo di “Persiano dal sangue nobile”, in contrasto con gli Arabi, i Turchi e Bizantini. Secondo alcune fonti, incluso Neẓāmī ʿArūzī, anche il poeta nazionale persiano Ferdowsi discendeva da dehqān. Un altro poeta che definisce se stesso un dehqān è Qatrān-i Tabrīzī, esperto dell'antica poesia persiana. La sua poesia non manca di riferimenti alle caratteristiche del tradizionale dehqān.